# 杜李
杜李，字仲白，号希古，山西武鄉縣人，清朝政治人物，同进士出身。
康熙三十六年，登進士，授迁江縣知縣，后升任內閣中書，轉為吏部主事，升任吏部稽勋司郎中。不久因病歸鄉。